# ديك سميث (لاعب كرة قدم بريطاني)
ديك سميث (بالإنجليزية: Dick Smith)‏ هو لاعب كرة قدم بريطاني (وحمل سابقاً جنسية المملكة المتحدة لبريطانيا العظمى وأيرلندا) في مركز الهجوم، ولد في 29 أكتوبر 1877 في المملكة المتحدة، وتوفي بنفس المكان في 10 ديسمبر 1959. لعب مع نادي بيرنلي ونادي ووركينغتون.